# 1115
Năm 1115 trong lịch Julius.

## Sự kiện
Hoàn Nhan A Cốt Đả hoàn thành việc thống nhất các bộ lạc Nữ Chân lập ra nhà Kim.